# 3394 Banno
3394 Banno è un asteroide della fascia principale. Scoperto nel 1986, presenta un'orbita caratterizzata da un semiasse maggiore pari a 2,3176611 UA e da un'eccentricità di 0,1960306, inclinata di 7,08781° rispetto all'eclittica.
L'asteroide è dedicato all'astronomo giapponese Yoshiaki Banno.